# Гињов
Гињов (слч. Gyňov) насељено је мјесто са административним статусом сеоске општине (слч. obec) у округу Кошице-околина, у Кошичком крају, Словачка Република.

## Становништво
| Година:    | 1994. | 2004.   | 2014.   | 2024.    |
| ---------- | ----- | ------- | ------- | -------- |
| Број људи: | 584   | 564     | 617     | 689      |
| Разлика:   |       | -3,42 % | +9,39 % | +11,66 % |

| Година:    | 2023. | 2024.   |
| ---------- | ----- | ------- |
| Број људи: | 683   | 689     |
| Разлика:   |       | +0,87 % |

Према подацима о броју становника из 2024. године насеље је имало 689 становника.